# Авантюриновое стекло

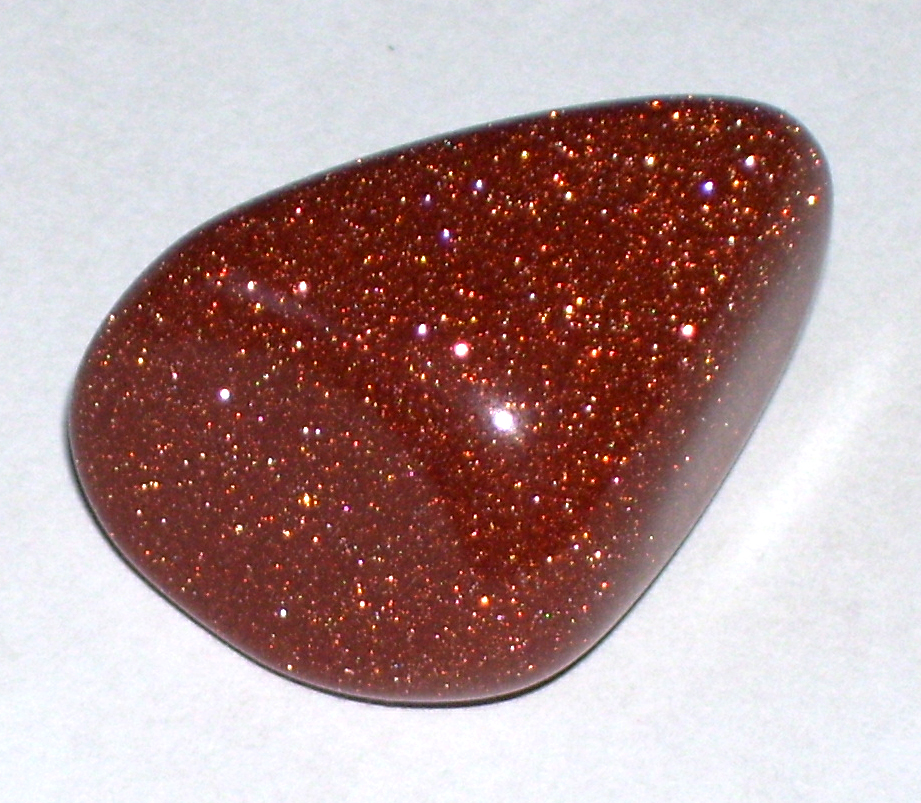
Авантюриновое стекло

Авантюриновое (авентюриновое) стекло — цветное стекло с кристаллическими включениями хрома, железосодержащих соединений или меди, выглядящими как множество золотистых искр. Внешне напоминает природный минерал авантюрин.
Авантюриновое стекло впервые было создано в Венеции в начале XVII века. Предположительно, своим возникновением оно обязано случаю (итал. avventura): однажды муранский мастер-стеклодув нечаянно просыпал медную стружку в расплавленную стеклянную массу и получил неожиданный эффект. Впоследствии название, данное полученному составу, было перенесено на схожий с ним минерал: до этого времени авантюрин носил другое название.
Из авантюринового стекла делали разнообразные украшения, причём технология его производства сохранялась в тайне (как и способы приготовления других видов венецианского стекла).
Позднее авантюриновое стекло и украшения из него стали изготавливать по способу немецкого химика Макса фон Петтенкофера в Англии, Франции и Германии. Способ этот состоит в том, что гематиноновую массу сплавляли с железными опилками и затем очень медленно охлаждали. Много сходного с ним представляет изготовленный Петтенкофером астралит.
Современное авантюриновое стекло отличается от натурального авантюрина меньшей твёрдостью и наличием разнообразных включений. Существуют разные технологии его изготовления, в зависимости от которых меняется, в частности, цвет получаемого стекла: оксиды хрома дают зелёный цвет, оксиды кобальта — синий, оксиды железа — красный, и т. д.